# Презумпція невинності (фільм, 1988)
Презумпція невинуватості (рос. «Презумпция невиновности») — комедійний фільм радянського режисера Євгена Татарського, знятий у 1988 році.

## Сюжет
У одної з пасажирок спального вагона «Червоної стріли» (Москва-Ленінград) пропадає піджак, а разом з ним і закордонний паспорт, за яким естрадна зірка повинна виїхати за кордон на гастролі. Двоє безквиткових пасажирів, що прямують до Ленінграда на навчання (підвищення кваліфікації) видають себе за співробітників міліції і починають «слідство»…

## У ролях
- Любов Поліщук —  Зоя Болотникова, співачка, заслужена артистка РРФСР
- Юрій Богатирьов —  Григорій Степанович Козинець, директор групи, заслужений працівник культури Української РСР
- Станіслав Садальський —  Леонід Борисович Озеран, адміністратор групи
- Микола Пастухов —  Петро Микитович, хірург, вимушений псевдоміліціонер, «товариш майор»
- Василь Фунтиков —  Михайло Совчі, анестезіолог, вимушений псевдоміліціонер, «товариш лейтенант»
- Леонід Куравльов —  Руслан Ілліч Бондарєв, начальник поїзда
- Ірина Ракшина —  Лідія Семенівна, провідниця
- Олег Гаркуша —  Слава, безквитковий пасажир в купе провідниці  (озвучував Валерій Захар'єв)
- Олена Ковальова —  дівчина, сусідка по купе Зої Болотникової
- Любов Малиновська —  пасажирка поїзда, вдова капітана 1-го рангу Недялкова
- Валентина Пугачова —  пасажирка поїзда, кваліфікована акушерка
- Павло Первушин —  пасажир поїзда, генерал міліції

## Знімальна група
- Автор сценарію: Аркадій Тигай
- Режисер-постановник: Євген Татарський
- Оператор-постановник: Юрій Векслер
- Художник-постановник: Ісаак Каплан
- Композитор: Олександр Журбін